# Pascale Brillon
Pour les articles homonymes, voir Brillon (homonymie).
Pascale Brillon, née le 22 juin 1969, est une psychologue psychothérapeute canadienne québécoise spécialisée dans l'étude et le soin du trauma.

## Biographie
Après l'obtention d'un doctorat en psychologie, elle est psychologue-chercheuse à la Clinique des troubles anxieux de l'hôpital du Sacré-Cœur de Montréal et codirectrice du Laboratoire d'étude du trauma de l'université du Québec à Montréal.
Psychologue clinicienne, elle est spécialisée en stress et en deuil post-traumatiques, et dispense conférences et formations dans le monde entier.
Elle est l'objet ou l'autrice de nombreux articles de presse, principalement au Canada,,,.

## Ouvrages
- Le concept de confiance en soi dans la littérature empirique, recensement critique et recommandations, 1993
- Contenus cognitifs de femmes ayant subi une agression sexuelle : identification et relation avec la symptomatologie post-traumatique, 1998
- Se relever d'un traumatisme : Réapprendre à vivre et à faire confiance, 2004, 2006, 2008, 2023
- Comment aider les victimes souffrant de stress post-traumatique, 2006, 2008, 2013, 2017, 2023
- Quand la mort est traumatique : passer du choc à la sérénité, 2016
- Entretenir ma vitalité d'aidant : guide pour prévenir la fatigue de compassion et la détresse professionnelle, 2020
- Le trouble de stress post-traumatique complexe : exploration de ses spécificités symptomatologiques et de ses liens avec les troubles dissociatifs. Une approche quantitative et physiologique, 2022